# Shorty Rogers
Milton Michael Rogers, ps. „Shorty” (ur. jako Milton Michael Rajonsky 14 kwietnia 1924 w Great Barrington, zm. 7 listopada 1994 w Portland) – amerykański muzyk jazzowy, pochodzenia żydowskiego, trębacz, fugelhornista, kompozytor, aranżer i bandlider. Współtwórca stylu West Coast.

## Życiorys
Karierę muzyczną zaczynał grając na sygnałówce w skautowskim korpusie trąbek i doboszy The Furriers Post of Jewish War Veterans w nowojorskim Bronksie. Uczęszczał do renomowanej The High School of Music & Art na Manhattanie. W wieku szesnastu lat grał już na trąbce zawodowo w zespołach puzonisty Willa Bradleya i wibrafonisty Reda Norvo, który później poślubił jego siostrę – Eve.
Podczas II wojny światowej służył w U.S. Army, grając w orkiestrze wojskowej. Po zwolnieniu ze służby pracował w big-bandach Woody’ego Hermana: The First Herd (1945–1946) i The Second Herd (1947–1949), zyskując uznanie zarówno jako instrumentalista, jak aranżer. W latach 1951–1952 grał w trzydziestodziewięcioosobowej The Innovations in Modern Music Orchestra Stana Kentona. Stał się jej gwiazdą dzięki swojej grze, ale przede wszystkim za sprawą nowoczesnych aranżacji. M.in. pisząc partie dla trębacza Maynada Fergusoba, eksponował jego umiejętność gry niezwykle wysokich nut.
Po rozstaniu z Kentonem osiadł w Los Angeles, gdzie założył i prowadził zespoły o zmiennym składzie (kwartet, nonet, big-band). Formacje występowały jako Shorty Rogers Orchestra oraz Shorty Rogers and His Giants. Grali w nich m.in. saksofonista Art Pepper, klarnecista Jimmy Giuffre, pianista Hampton Hawes i perkusista Shelly Manne. W tym czasie nagrał kilka wysoko ocenionych płyt w konwencji West Coast. Zaprezentował na nich zwarte, nowatorskie aranżacje, niekiedy bliskie wczesnej awangardzie jazzowej, za którą uważano wówczas także styl cool.
7 czerwca 1953 wystąpił ze swoją orkiestra, w składzie której znajdował się m.in. Johnny „Guitar” Watson, w dziewiątej edycji słynnego festiwalu Cavalcade of Jazz, odbywającego się w parku rozrywki Wrigley Field w Los Angeles. Organizatorem corocznych Kawalkad Jazzu był producent muzyczny i przedsiębiorca Leon Hefflin. Tego samego dnia wystąpili również: Roy Brown z zespołem, Tosti and His Mexican Jazzmen, Earl Bostic, Nat „King” Cole oraz Louis Armstrong i jego All Stars z wokalistką Velmą Middleton.
Kiedy na początku lat 60. jazz na Zachodnim Wybrzeżu zaczął tracić na popularności, Rogers podjął współpracę z kinematografią i telewizją. Już w 1957 opatrzył muzyką kreskówkę Three Little Bops Friza Frelenga, pomysłodawcy i realizatora m.in. Zwariowanych melodii (Loony Toones). Ponadto był twórcą soundtracków lub aranżacji muzycznej do takich filmów fabularnych jak Tarzan, the Ape Man (1959), Fools (1970), The Teacher (1974), The Specialist i Dr. Minx (1975), oraz Najlepszy mały burdelik w Teksasie (1982, aranżer). Skomponował też muzykę do poszczególnych odcinków seriali telewizyjnych: The Partridge Family, The Mod Squad, Starsky i Hutch, oraz Statek miłości. W 1955 jako on sam wystąpił w epizodzie w dramacie kryminalnym Złotoręki w reż Otto Premingera.
W 1982 powrócił do występów i nagrywania płyt. Pojawił się w składzie brytyjskiej National Youth Jazz Orchestra. Następnie często współpracował z saksofonistą Budem Shankiem. Na początku lat 90. reaktywował i stanął na czele ostatniego składu zespołu The Lighthouse All Stars. Obok niego znaleźli się w nim m.in. Bud Shank, Bill Perkins i Bob Cooper.
Zmarł wskutek choroby nowotworowej (miał czerniaka) w Valley Presbyterian Hospital w kalifornijskim Van Nuys. Miał 70 lat. Został pochowany w Mount Sinai Memorial Park w Hollywood Hills.

## Wybrana dyskografia

### Jako lider lub współlider
- 1952 Modern Sounds (Capitol)
- 1953
  - Shorty Rogers and His Giants (RCA Victor)
  - Cool and Crazy (RCA Victor)
- 1954 Shorty Rogers Courts the Count (RCA Victor)
- 1955
  - Bud Shank–Shorty Rogers–Bill Perkins (Pacific Jazz)
  - Collaboration (RCA Victor)
  - The Swinging Mr. Rogers (Atlantic)
  - Voodoo Suite – Pérez Prado–Shorty Rogers (RCA Victor)
- 1956 Martians Come Back! (Atlantic)
- 1957
  - Way Up There (Atlantic)
  - Wherever the Five Winds Blow (RCA Victor)
  - Shorty Rogers Plays Richard Rodgers (RCA Victor)
- 1958
  - Portrait of Shorty (RCA Victor)
  - „Gigi” in Jazz (RCA Victor)
  - Afro-Cuban Influence (RCA Victor)
  - St. Louis Blues – Eartha Kitt with Shorty Rogers and His Giants (RCA Victor)
- 1959
  - Chances Are It Swings (RCA Victor)
  - The Wizard of Oz and Other Harold Arlen Songs (RCA Victor)
- 1960
  - Shorty Rogers Meets Tarzan (MGM Records)
  - The Swingin’ Nutcracker (RCA Victor)
- 1962
  - The Fourth Dimension in Sound (Warner Bros.)
  - Bossa Nova (Reprise)
- 1963
  - Jazz Waltz (Reprise)
  - Mavis Rivers Meets Shorty Rogers (Reprise)
  - Gospel Mission (Capitol)
- 1980
  - Popo (Xanadu)
  - Martians Stay Home (Atlantic)
- 1983
  - Shorty Rogers & His Giants* – Re-Entry (Atlas Records)
  - Shorty Rogers–Bud Shank – Yesterday, Today and Forever (Concord Jazz)
- 1984 Shorty Rogers–Bud Shank with Vic Lewis and His Big Band – Back Again Back Again (Concept Records)
- 1985 California Concert (Contemporary)
- 1991 America The Beautiful – Shorty Rogers-Bud Shank & The Lighthouse All Stars (Candid Records)
- 1992 Shorty Rogers-Bud Shank and the Lighthouse All Stars – Eight Brothers (Candid)
- 1997 An Invisible Orchard (RCA Victor)

### Jako sideman
Z Elmerem Bernsteinem
- 1956 The Man with the Golden Arm (Decca) – soundtrack

Z Jimmym Giuffrem
- 1955 Jimmy Giuffre (Capitol)
- 1956 The Jimmy Giuffre Clarinet (Atlantic)

Ze Stanem Kentonem
- 1950
  - Innovations in Modern Music (Capitol)
  - Stan Kenton Presents (Capitol)
- 1953 Popular Favorites by Stan Kenton (Capitol)
- 1955 The Kenton Era (Capitol)
- 1997 The Innovations Orchestra (Capitol)

### Jako aranżer płyt
Herba Alpetra
- 1968 Herb Alpert & the Tijuana Brass – Christmas Album (A&M)
- 1969 Warm (A&M)

Cheta Bakera
- 1954 Chet Baker & Strings (Columbia)

Bobby’ego Darrina
- 1963 You’re the Reason I’m Living (Capitol)
- Bobby Darin Sings The Shadow of Your Smile (Atlantic)

Bobbie Gentry
- 1967 Ode to Billie Joe (Capitol, 1967)
- 1968
  - Local Gentry (Capitol)
  - The Delta Sweete (Capitol)

Leny Horne
- 1963 Lena Like Latin (CRC Charter)

Helen Humes
- 1974 Helen Humes with Red Norvo and His Orchestra – Midsummer Night¹s Songs (RCA)

Frankie’go Laine’a
- 1969 You Gave Me a Mountain (ABC)

Peggy Lee
- 1964 In Love Again! (Capitol)
- Pass Me By (Capitol)

Harvey’ego Mandela
- 1969 Righteous (Philips)
- 1971 Baby Batter (Janus)

Shelly’ego Manne’a
- 1956 The West Coast Sound (Contemporary)
- 1963 My Son the Jazz Drummer! (Contemporary)

Carmen McRae
- 1968
  - The Sound of Silence (Atlantic)
  - Portrait of Carmen (Atlantic)

The Monkees
- 1957 Daydream Believer/Goin’ Down (Colgems Records) – singel
- 1968
  - D. W. Washburn/It’s Nice to Be with You (Colgems) – singel
  - The Birds, The Bees & The Monkees (Colgems/RCA Victor)
- 1969 The Monkees Present (Colgems)

Buddy’ego Richa
- 1967 Big Swing Face (Pacific Jazz)
- 1969 Buddy & Soul (World Pacific)

Buda Shanka
- 1967 A Spoonful of Jazz (World Pacific)

Mela Tormé
- 1962 Comin’ Home Baby! (Atlantic)

Zestawienie wg dat wydania płyt